# Achille piè veloce
Achille piè veloce è un romanzo di Stefano Benni, edito da Feltrinelli nel 2003. Bestseller in patria, è stato tradotto in numerose lingue tra cui francese, tedesco e olandese

## Trama
Ulisse Isolani è uno scrittore e lettore per una piccola casa editrice di sinistra sull'orlo del fallimento, che deve combattere la concorrenza della grande casa editrice Mondial di proprietà del cosiddetto Duce, proprietario anche di giornali, televisioni e di una squadra di calcio. In piena crisi creativa, dopo aver scritto un solo libro Ulisse si dedica a valutare per la casa editrice ciò che chiama "scrittodattili", i racconti inviati da aspiranti scrittori di successo.
Lui è un uomo di trentacinque anni che, nonostante qualche delusione sul lavoro e ripetuti colpi di sonno, può dirsi felice. È innamorato di Pilar, una bellissima immigrata sudamericana senza permesso di soggiorno, anche se Ulisse non esita a tradirla. Tutto cambia quando Ulisse riceve la lettera da Achille, che come lui ha un nome omerico, vero protagonista e personaggio centrale del libro. Achille è un giovane paralizzato a causa di un'orrenda malformazione, che trova i suoi unici momenti di sfogo nella lettura.
L'incontro fra Ulisse e Achille, richiesto da quest'ultimo, porta conseguenze inaspettate. Nella stanza di Achille dove questi può comunicare con Ulisse solo scrivendo su un particolare computer, i due stringono una fortissima amicizia, che cambierà totalmente la vita di entrambi.

## Significati
Achille piè veloce è il tentativo, da parte dell'autore, di celebrare l'eroico che ci investe nel quotidiano. Un tipo di eroismo diverso da quello a cui siamo abituati vedendo la televisione o gli altri media. Achille infatti è un eroe per la dignità con cui affronta la sua sfortunata situazione, per il suo umorismo che non lo abbandona mai nonostante tutto e per la sua voglia di vivere. 
Benni ha inoltre dichiarato che il personaggio di Achille rappresenta sé stesso, dal momento che in lui c'è «tutto quello che io trovo vivo e vitale, che mi ha fatto diventare uno scrittore».

## Edizioni
- Stefano Benni, Achille piè veloce, collana I Narratori, Feltrinelli, 2003,  p. 231, ISBN 88-07-01640-0.
- Stefano Benni, Achille piè veloce, collana Universale Economica Feltrinelli, Feltrinelli, 2008, pp. 231. ISBN 978-88-07-81825-7